# Attentati di Bruxelles del 22 marzo 2016
Gli attentati di Bruxelles del 22 marzo 2016 furono una serie di tre attacchi terroristici coordinati, avvenuti nell'area metropolitana di Bruxelles, nel Belgio, la mattina del 22 marzo 2016. Due attacchi avvennero presso l'aeroporto di Bruxelles-National, nel comune di Zaventem, ed uno alla stazione della metropolitana di Maelbeek/Maalbeek, nel comune di Bruxelles.
Gli attentati vennero rivendicati il giorno stesso dall'autoproclamato Stato Islamico (ISIS), attraverso l'agenzia di stampa Amaq. Assieme agli attentati di Parigi del novembre precedente, essi furono tra gli attacchi terroristici più gravi avvenuti nei Paesi europei negli anni 2010.

## Contesto storico
Il Belgio fu tra i membri fondatori della coalizione internazionale anti-ISIS, la quale venne costituita nel 2014 per contrastare l'avanzata dell'autoproclamato Stato Islamico, che aveva dato inizio alla guerra civile in Iraq. Il Belgio mise a disposizione della coalizione anche sei F-16, che all'inizio di ottobre 2014 portarono a termine il loro primo bombardamento su obiettivi dell'ISIS in Iraq. Come per gli altri Paesi facenti parte della coalizione internazionale impegnata in Iraq e Siria, anche sul Belgio ricadeva la minaccia di attentati, lanciata da Abu Bakr al-Baghdadi, leader dell'ISIS, il giorno prima degli attentati di Parigi. Inoltre, il Belgio era anche il Paese col rapporto pro capite più alto in Europa di cittadini che erano andati in Siria a combattere tra le file dell'ISIS, nonché con problemi d'integrazione degli immigrati, molti dei quali musulmani, che avevano portato alla radicalizzazione di molti giovani musulmani.
Il 24 maggio 2014 un attentato al museo ebraico di Bruxelles aveva causato 4 vittime civili ed era stato compiuto da un cittadino francese, sospettato di essersi arruolato volontario tra i jihadisti in Siria. Nel gennaio 2015, nei giorni successivi all'attentato alla sede di Charlie Hebdo a Parigi, una serie di operazioni anti-terrorismo erano state condotte dalle forze di polizia belghe nella zona di Verviers, alla ricerca di legami con l'attentato, operazioni che portarono ad un arresto ed alla morte di due sospetti terroristi. Il 21 agosto 2015 ci fu un tentativo di attentato terroristico di matrice islamista sul treno Thalys, che collegava Amsterdam a Parigi, sventato grazie all'intervento di tre passeggeri, i quali fermarono in tempo l'attentatore.
I terroristi che il 13 novembre 2015 perpetrarono gli attentati a Parigi, che causarono 137 vittime, erano partiti da Molenbeek-Saint-Jean, una delle municipalità di Bruxelles. E proprio a Bruxelles si concentrarono le ricerche degli attentatori nei giorni successivi, che portarono anche a 5 giorni di lockdown per la città di Bruxelles per motivi di sicurezza dal 21 al 25 novembre, sia per prevenire attentati ritenuti molto probabili sia per consentire operazioni di polizia alla ricerca di sospetti terroristi. Il 18 marzo 2016, quattro giorni prima degli attentati, venne arrestato in un'operazione di polizia a Molenbeek Salah Abdeslam, il principale sospettato degli attentati di Parigi. Questo arresto venne poi considerato come l'evento che accelerò le tempistiche per gli attentati del 22 marzo.

## Attentati
- 7:55 – i tre sospetti terroristi arrivano in taxi all'aeroporto di Bruxelles[18].
- 7:58 – due esplosioni, pochi secondi una dall'altra, si verificano nella zona delle partenze ai banchi del check-in[18].
- 8:20 – le autorità belghe interrompono il traffico ferroviario all'aeroporto e chiudono le strade[18].
- 9:04 – le autorità belghe innalzano al massimo livello l'allerta terrorismo e ordinano l'evacuazione e la chiusura delle stazioni ferroviarie e della metropolitana di Bruxelles[19].
- 9:10 – un'esplosione si verifica alla stazione della metropolitana di Maalbeek[18].
- 9:27 – l'intero sistema di trasporti di Bruxelles viene fermato[18].
- 15:20 – l'ISIS rivendica gli attentati[18].

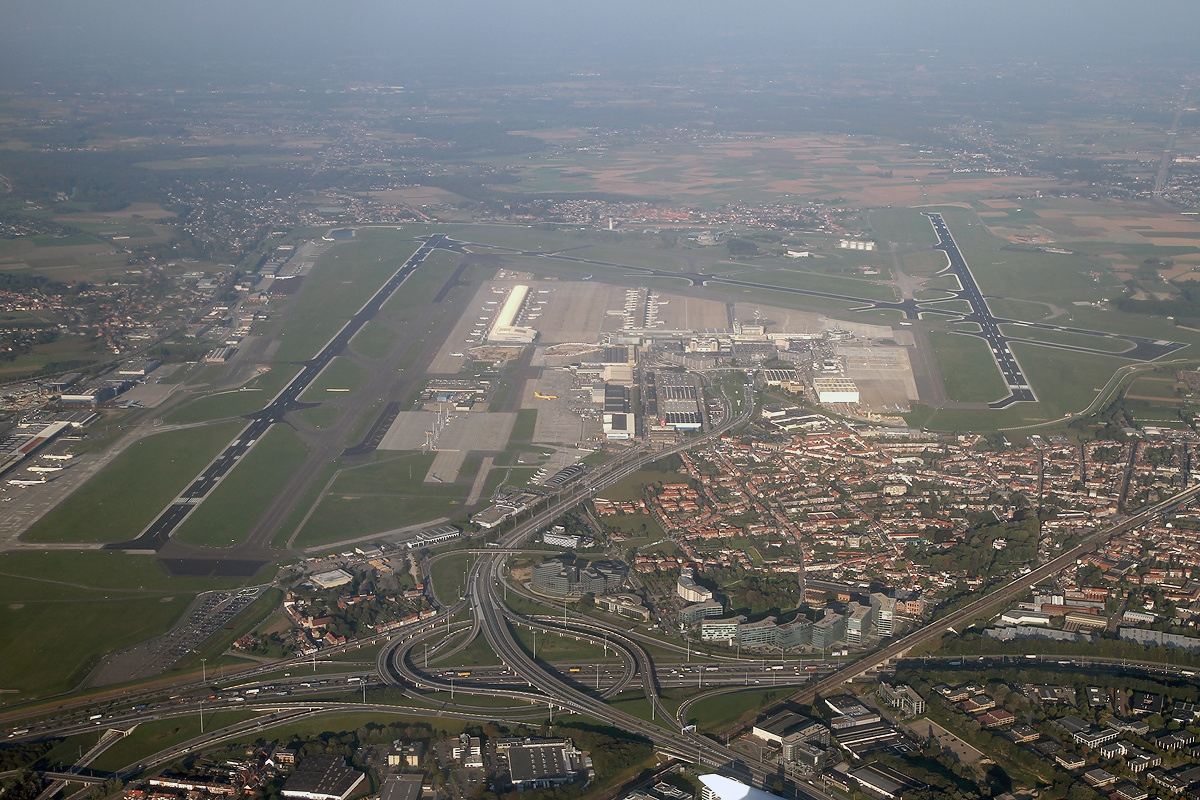
L'aeroporto di Bruxelles-National visto dall'alto.

La mattina del 22 marzo 2016 alle 7:58 si verificarono due esplosioni, entrambe con attacco suicida, distanziate di pochi secondi l'una dall'altra, all'aeroporto di Bruxelles-National. La prima esplosione si verificò presso la zona delle partenze del Terminal A, vicino ai banchi della fila 11 dei check-in, mentre la seconda esplosione nove secondi dopo vicino ai banchi della fila 2 dei check-in. Le due esplosioni causarono la morte di 16 persone più i due attentatori suicidi Ibrahim el-Bakraoui e Najim Laachraoui, così come danni significativi all'interno e mandando in frantumi le vetrate dell'esterno in prossimità della seconda esplosione. Una terza bomba non esplose perché l'attentatore venne sbalzato via dalla seconda esplosione e scappò dall'aeroporto assieme alla folla in preda al panico. Questa bomba, considerata dalla polizia belga la più potente delle tre, venne in seguito fatta esplodere in sicurezza dagli artificieri della polizia.

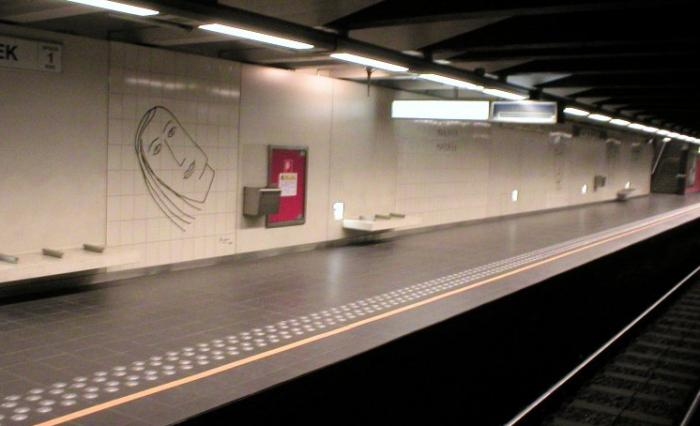
Marciapiede della stazione della metropolitana di Maalbeek.

Verso le 8:20, mentre procedevano le operazioni di soccorso, le autorità belghe interruppero il traffico ferroviario da e per l'aeroporto e chiusero le strade circostanti. L'aeroporto venne chiuso, i voli cancellati e quelli attesi in arrivo vennero dirottati negli aeroporti vicini. Alle 9:04 le autorità belghe innalzarono al massimo livello l'allerta terrorismo e ordinarono l'evacuazione e la chiusura delle stazioni ferroviarie e della metropolitana di Bruxelles. Alle 9:11 si verificò una terza esplosione, anche questa con attacco suicida, sul secondo vagone di un convoglio della metropolitana nella stazione di Maelbeek/Maalbeek, appena ripartito verso la successiva stazione di Arts-Loi Kunst-Wet. Quest'esplosione causò la morte di altre 16 persone più l'attentatore suicida Khalid el-Bakraoui, fratello di uno dei due attentatori dell'aeroporto. Alle 9:27 tutte le corse della metropolitana vennero fermate e qualche minuto dopo l'intero sistema di trasporti pubblici della città di Bruxelles venne fermato. Nella mattinata vennero poi sospesi e cancellati i collegamenti ferroviari da e per Bruxelles, incluse le corse dell'Eurostar tra Londra e la capitale belga e le corse del Thalys. Venne anche innalzato il livello d'allerta in tutta Europa.
Alle 15:20 arrivò la rivendicazione degli attentati da parte dell'ISIS tramite l'agenzia di stampa Amaq, motivandoli con la partecipazione del Belgio alla coalizione internazionale contro l'ISIS in Iraq e Siria. Nel pomeriggio un tassista contattò la polizia, ritenendo di essere stato lui a portare i sospetti terroristi in aeroporto, e indicando in un'abitazione a Schaerbeek il posto da dove erano partiti. La polizia belga vi fece irruzione e trovò tutto l'occorrente per creare una bomba, inclusi 15 kg di perossido di acetone (TATP), circa 151 l di acetone, circa 30 l di perossido di idrogeno, più chiodi e viti per rendere più letali le bombe. L'appartamento venne ricondotto a Ibrahim el Bakraoui, uno degli attentatori, e l'uso del TATP venne collegato anche agli attentati di Parigi del 13 novembre 2015, dove venne impiegato un analogo esplosivo.
Complessivamente, gli attentati causarono 340 feriti e 32 morti, 16 all'aeroporto di Bruxelles-National e 16 alla stazione della metropolitana di Maelbeek/Maalbeek, più i tre attentatori.

## Vittime
Gli attentati del 22 marzo 2016 causarono la morte di 32 persone, più i 3 attentatori suicidi, e 340 feriti, risultando essere per il Belgio gli attentati col maggior numero di vittime dalla fine della seconda guerra mondiale. Tra le vittime, la maggior parte delle quali di nazionalità belga, vi fu anche André Adam, un diplomatico belga che era stato ambasciatore negli Stati Uniti e rappresentante permanente presso le Nazioni Unite.
Nel maggio 2022 una ragazza belga, diciassettenne al tempo degli attentati, rimasta fisicamente illesa ma traumatizzata psicologicamente, ha ottenuto dal governo belga l'approvazione alla sua richiesta di eutanasia. Il numero delle vittime dell'attentato è stato rivisto ufficialmente il 25 luglio 2023 dopo le sentenze di condanna per gli attentatori, portando a 35 il computo finale. Infatti, oltre alla ragazza che aveva ottenuto l'eutanasia, sono stati inclusi anche un uomo che aveva dovuto interrompere le cure contro il cancro a causa delle ferite subito e un uomo che si era suicidato dopo aver sofferto di stress post traumatico.
| Nazionalità                                | Morti | Note         |
| ------------------------------------------ | ----- | ------------ |
| Belgio                                     | 16    | [ 31 ] [ 2 ] |
| Stati Uniti                                | 4     | [ 31 ]       |
| Paesi Bassi                                | 3     | [ 31 ]       |
| Svezia                                     | 2     | [ 31 ]       |
| Italia*                                    | 1     | [ 31 ]       |
| Francia*                                   | 1     | [ 31 ]       |
| Marocco*                                   | 1     | [ 31 ]       |
| Regno Unito                                | 1     | [ 31 ]       |
| RD del Congo                               | 1     | [ 32 ]       |
| Polonia                                    | 1     | [ 31 ]       |
| Germania                                   | 1     | [ 31 ]       |
| Cina                                       | 1     | [ 31 ]       |
| Perù                                       | 1     | [ 31 ]       |
| India                                      | 1     | [ 31 ]       |
| Totale                                     | 32    | [ 31 ]       |
| * Alcune vittime hanno doppia nazionalità. |       |              |

## Reazioni e commemorazioni

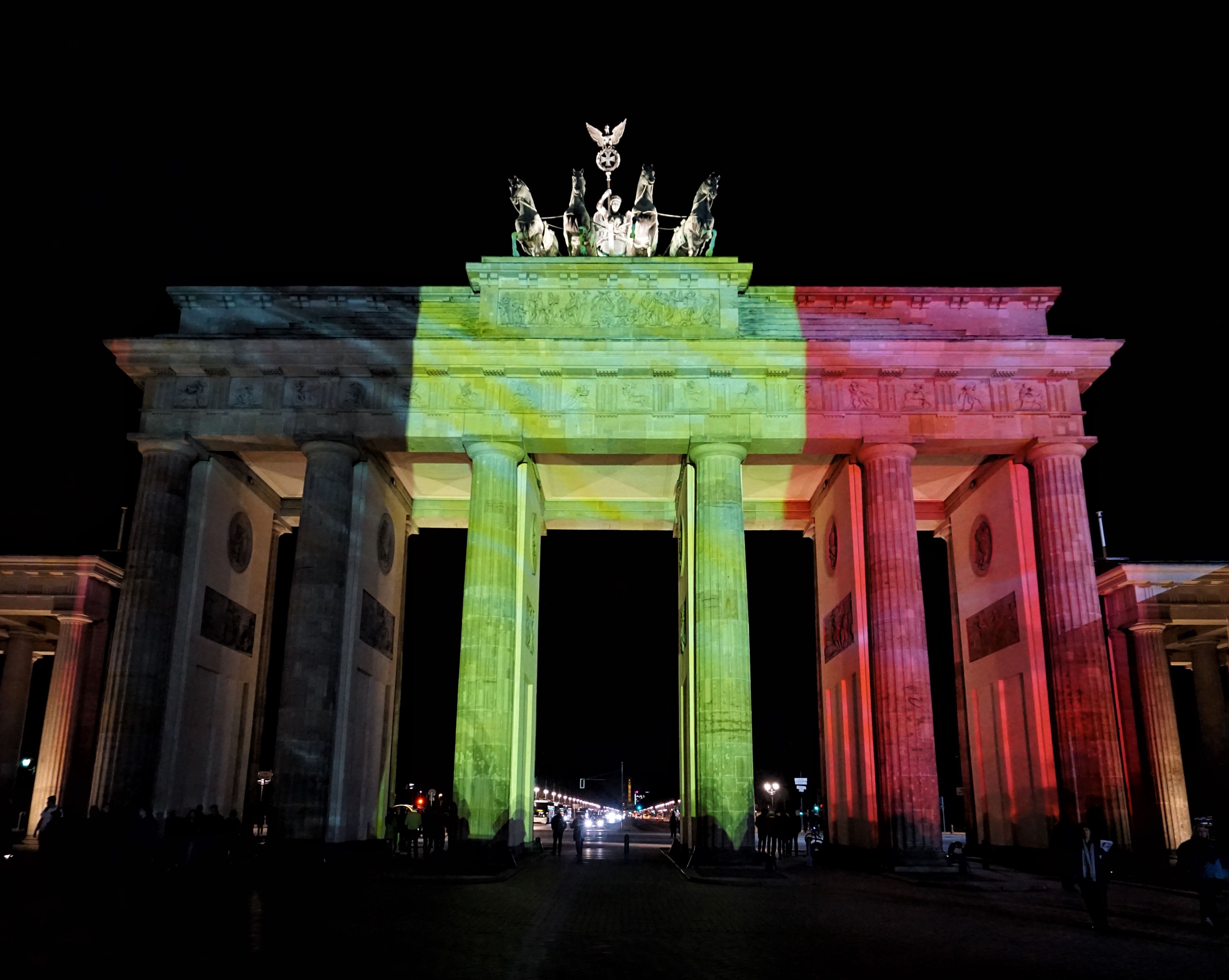
La Porta di Brandeburgo illuminata coi colori della bandiera belga.

Il giorno stesso degli attentati molti leader e personalità di vari Paesi del mondo espressero solidarietà e sostegno verso il Belgio. In un discorso televisivo rivolto al Paese, re Filippo espresse il suo dolore per gli attacchi compiuti e offrì il suo pieno sostegno ai membri dei servizi d'emergenza e di sicurezza.
A seguito degli attentati, molti edifici simbolo delle altre nazioni sono stati illuminati con i colori della bandiera belga; tra questi la Porta di Brandeburgo a Berlino, la torre Eiffel a Parigi, la Fontana di Trevi a Roma, la National Gallery a Londra, il Palazzo Reale ad Amsterdam, il Burj Khalifa a Dubai. Anche sui social media, come successo anche l'anno prima dopo gli attentati in Francia, vi furono varie reazioni di solidarietà e creazione di hashtag dedicati; tra questi un elemento iconico fu Tintin, il giovane reporter belga, protagonista dei fumetti di Hergé.

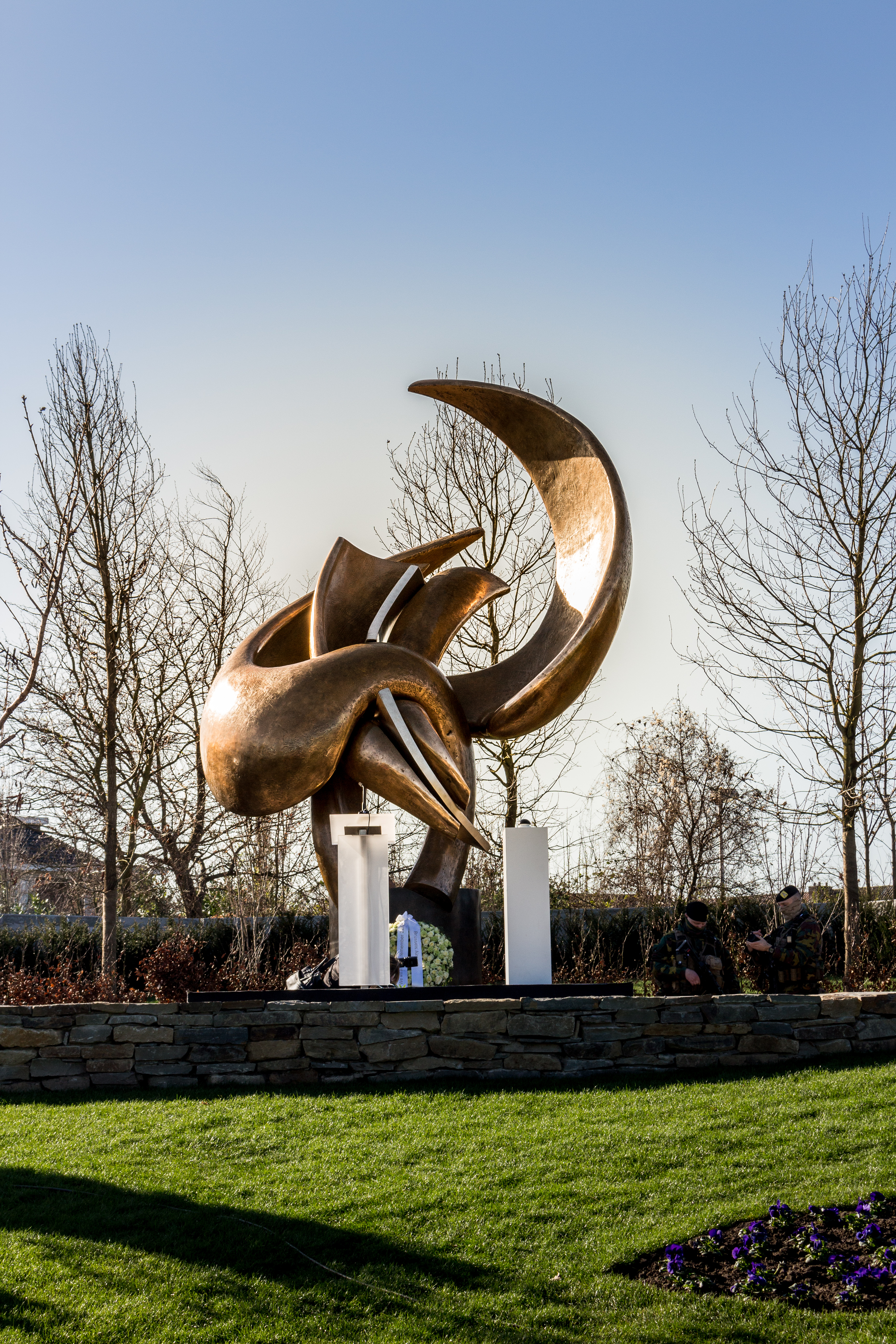
La scultura Flight in Mind, danneggiata dagli attentati e riposizionata fuori dall'aeroporto dopo il restauro.

Subito dopo gli attentati la popolazione di Bruxelles creò vari memoriali per la città e tra questi il principale fu la scalinata del Palazzo della Borsa in Place de la Bourse. Il memoriale rimase nella piazza per due mesi, durante i quali divenne un sito di ricordo e di contestazione, e chiunque poteva lasciare un proprio messaggio, messaggi che vennero poi raccolti negli archivi della città di Bruxelles.
Seguirono anche monumenti commemorativi. Il 22 novembre 2016 venne inaugurato a Molenbeek-Saint-Jean il monumento chiamato Flamme de L'Espoir (fiamma della speranza), realizzato dall'artista marocchino Mustapha Zoufri. Per il primo anniversario venne inaugurato lungo il percorso pedonale di Rue de la Loi un monumento commemorativo realizzato da Jean-Henri Compere e costituito da due superfici orizzontali lunghe 20 e proiettate verso il cielo. La regione di Bruxelles-Capitale ricordò gli attentati col memoriale realizzato da Bas Smets, che piantò nella foresta di Soignes 32 betulle, una per ciascuna vittima, connesse tra loro da una struttura circolare. In occasione del terzo anniversario venne inaugurato un murale commemorativo dell'artista Benoît Van Innis nella stazione della metropolitana di Maelbeek/Maalbeek.

## Indagini
Le indagini sugli attentati vennero avviate subito e portarono all'identificazione dei 4 attentatori, grazie anche alle riprese delle telecamere di sicurezza. Dei tre attentatori dell'aeroporto due, Ibrahim el Bakraoui e Najim Laachraoui, morti innescando le esplosioni, vennero identificati subito, mentre il terzo, fuggito dall'aeroporto, venne identificato in seguito in Mohamed Abrini e arrestato ad Anderlecht l'8 aprile successivo. L'attentatore della metropolitana venne identificato in Khalid El Bakraoui, fratello di Ibrahim. Ibrahim el Bakraoui era stato già fermato in Turchia l'anno precedente, ma poi le autorità belghe non avevano trovato elementi che lo collegassero al terrorismo. Najim Laachraoui, tra gli organizzatori dei due attentati e preparatore degli esplosivi, era stato carceriere in Siria per conto di Daesh, tra i guardiani sia del giornalista statunitense James Foley sia di quattro ostaggi francesi.
Le indagini mostrarono i legami tra gli attentati di Bruxelles e di Parigi del novembre 2015, visti i legami degli attentatori con Salah Abdeslam, uno degli attentatori di Parigi, le perquisizioni effettuate nell'appartamento a Schaerbeek, indicato dal tassista che aveva portato in aeroporto gli attentatori, e la tipologia di esplosivo utilizzato. Dopo l'arresto, Abrini rivelò agli investigatori che gli attentati in Belgio erano stati decisi dopo che la cellula franco-belga di attentatori aveva rinunciato a un secondo attentato in Francia, vista la pronta reazione delle autorità francesi agli attentati di novembre. Assieme ad Abrini vennero arrestati anche Osama Krayem, Bilal El Makhoukhi ed Hervé Bayingana Muhirwa.
Il 5 gennaio 2021 la procura di Bruxelles comunicò che per 10 delle 13 persone sospettate di aver partecipato o essere coinvolte negli attentati sarebbero state valutate dalla Corte d'Assise, e per 8 degli imputati l'accusa sarebbe stata omicidio e tentato omicidio in un contesto di terrorismo. Il processo, inizialmente previsto per la seconda metà del 2021, venne spostato ad ottobre 2022, per poi subire ulteriori rinvii.
Il 25 luglio 2023 sono stati emessi i verdetti del processo, dopo che la giuria era riunita per deliberare dagli inizi di luglio. Sei imputati, ossia Abdeslam, Abrini, Atar, Krayem, El Haddad Asufi ed El Makhoukhi, sono stati condannati per attentato con finalità terroristiche, mentre Ayari e Muhirwa sono stati condannati per attività terroristiche ed assolti dalle accuse di attentato.